# Pistolet maszynowy MP 310
Pistolet maszynowy MP 310 – szwajcarski pistolet maszynowy.
Skonstruowany przez firmę SIG. Wykorzystany w uzbrojeniu wojska i policji. Dostosowany do naboju pistoletowego 9 × 19 mm Parabellum. Działa na zasadzie odrzutu zamka swobodnego, a zasilany z magazynka pudełkowego. Metalowa kolba jest wysuwana i wykonana z pręta.